# China Wuxi Jilun Cycling Team/Saison 2014
Dieser Artikel listet Erfolge und Fahrer des Radsportteams China Wuxi Jilun Cycling Team in der Saison 2014 auf.

## Zugänge – Abgänge
| Zugänge                           | Team 2013                     | Abgänge                            | Team 2014                    |
| --------------------------------- | ----------------------------- | ---------------------------------- | ---------------------------- |
| Jonas Orset                       | Team People4you-Unaas Cycling | Simon Buttner                      | RTS-Santic Racing Team       |
| Tjarco Cuppens                    | Fuji-Cyclingtime.com (2011)   | Sébastien Jullien                  | Bourg-en-Bresse Ain Cyclisme |
| Nasar Jumabekow (ab 1. August)    | Continental Team Astana       | Julien Liponne                     | Bourg-en-Bresse Ain Cyclisme |
| Sébastien Jullien (ab 20. August) | Bourg-en-Bresse Ain Cyclisme  | Douglas Repacholi (bis 31. Juli)   | Unbekannt                    |
| Iwajlo Gabrowski (ab 20. August)  | Dopingsperre                  | Nasar Jumabekow (bis 1. Oktober)   | Unbekannt                    |
| Karlo Aia (ab 20. August)         | Neoprofi                      | Iwajlo Gabrowski (bis 21. Oktober) | Unbekannt                    |
| Julien Liponne (ab 22. Oktober)   | Bourg-en-Bresse Ain Cyclisme  | Gleb Moissejew (bis 21. Oktober)   | Unbekannt                    |
| Georgi Georgiew (ab 22. Oktober)  | Kocaeli Brisaspor             |                                    |                              |
| Benjamin Olivier (ab 22. Oktober) | Neoprofi                      |                                    |                              |

## Mannschaft
| Name              | Geburtstag         | Nationalität        |
| ----------------- | ------------------ | ------------------- |
| Karlo Aia         | 18. August 1990    | Estland             |
| Cai Yonghui       | 3. März 1993       | Volksrepublik China |
| Tjarco Cuppens    | 20. Mai 1976       | Niederlande         |
| Georgi Georgiew   | 3. August 1985     | Bulgarien           |
| Sébastien Jullien | 31. Januar 1987    | Frankreich          |
| Li Menglong       | 3. August 1988     | Volksrepublik China |
| Julien Liponne    | 1. Februar 1983    | Frankreich          |
| Liu Heng          | 13. Mai 1992       | Volksrepublik China |
| Benjamin Olivier  | 16. Mai 1988       | Frankreich          |
| Jonas Orset       | 29. September 1990 | Norwegen            |
| Peng Zhihao       | 9. Februar 1992    | Volksrepublik China |
| Qi Liangyou       | 24. Oktober 1990   | Volksrepublik China |
| Zhang Yuanxin     | 16. Juli 1991      | Volksrepublik China |